# Gaya endacantha
Gaya endacantha är en malvaväxtart som beskrevs av Bénédict Pierre Georges Hochreutiner. Gaya endacantha ingår i släktet Gaya och familjen malvaväxter. Inga underarter finns listade i Catalogue of Life.